# Mark Normand

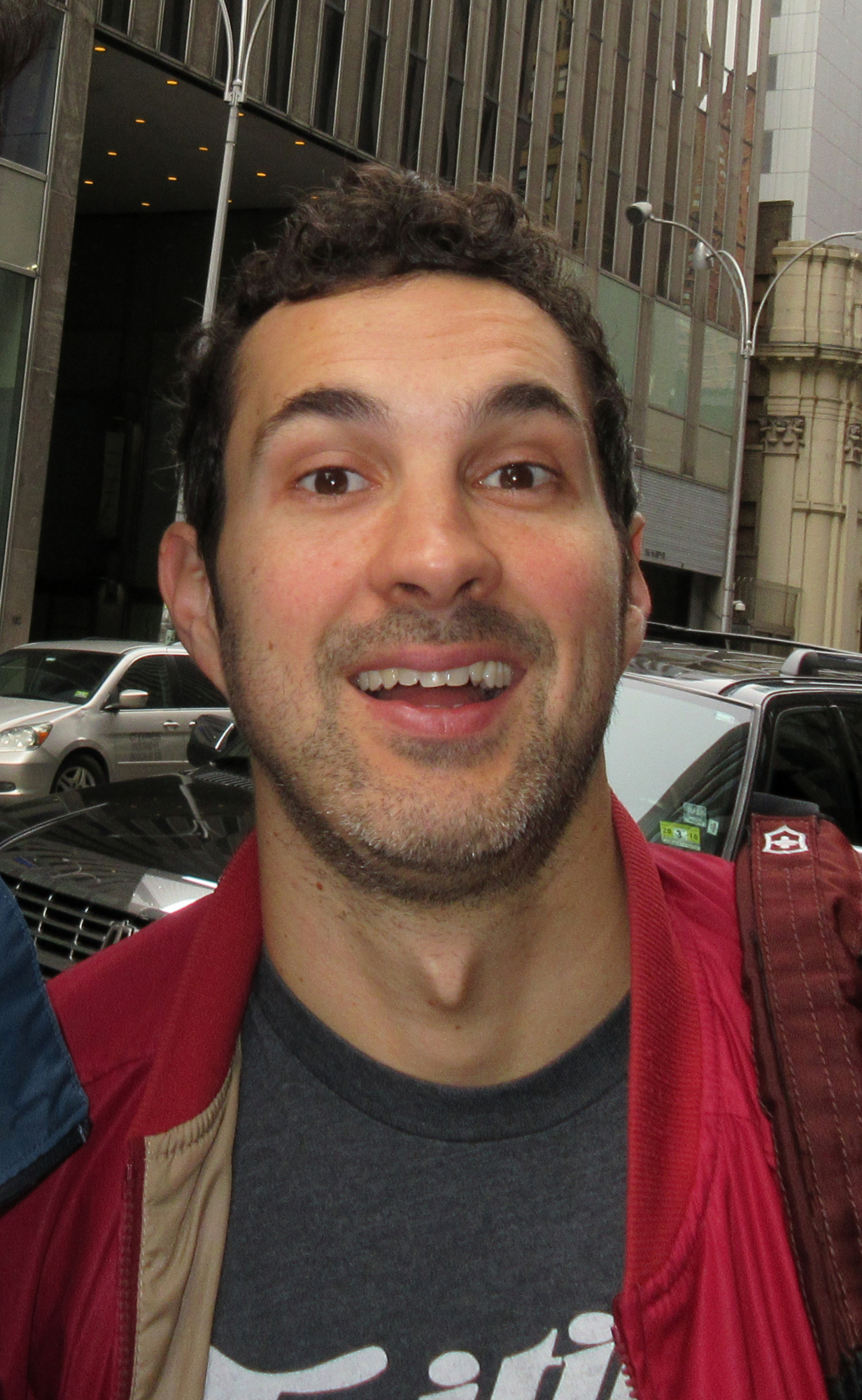
Mark Normand

Mark Normand (New Orleans, 18 september 1983) is een Amerikaanse stand-upcomedian en acteur.
Normand startte in 2005 aan de New York Film Academy, maar besloot dat hij niet geschikt was voor de filmwereld. Zijn eerste optreden als stand-upcomedian was in New Orleans in 2006.
Hij treedt op in de Verenigde Staten en was te gast in Conan, The Tonight Show Starring Jimmy Fallon en The Late Show with Stephen Colbert. Tevens speelde hij in het voorprogramma van Amy Schumer.
Normand is medepresentator van een wekelijkse podcast Tuesdays with Stories samen met collega-comedian Joe List.